# Minkébé Nationalpark
Minkébé Nationalpark (fransk: Parc National de Minkébé) er en nationalpark i den nordøstligste del af Gabon, med et areal på 7.570 km². WWF anerkendte det allerede i 1989 som et område, der skulle beskyttes, og har aktivt arbejdet på at beskytte skoven siden 1997. Parken blev oprettet som et midlertidigt reservat i 2000, men selve Minkébé nationalpark blev officielt anerkendt og oprettet af den gabonesiske regering i august 2002. Det er anerkendt som et kritisk sted for bevaring af IUCN og er foreslået som et verdensarvssted.

## Historie og ledelse
Fang-folket beboede engang Minkébé-området, men efter at være blevet et beskyttet område har parken nu ingen beboere. Navnet Minkébé stammer fra fang-ordet minkegbe, som betyder 'dale' eller 'grøfter'. Historisk set var parken i 1920'erne under den franske hærs kontrol. 
I 1997 igangsatte WWF et forvaltningsprogram og etablerede to centre for administration af skovene, et i Oyem og det andet i Makokou. Ved udmundingen af floden Nouna etableredes et center for at forvalte det beskyttede område.
Siden 1997 har parken modtaget midler fra DGIS (et hollandsk udviklingssamarbejde) og CARPE (USAID), og WWF har arbejdet sammen med andre grupper for at udvikle metoder til at forvalte og beskytte biodiversiteten i parken. Parken har modtaget donationer fra Den Europæiske Union, UNESCO og den franske globale miljøfacilitet (FFEM).

## Geografi
Selve Minkebeskoven dækker et areal på 30.000 km2. Der findes en stor mangfoldighed af levesteder, fra Inselberg-skov, urteagtige sumpe, oversvømmet flodskov til sekundærskov. Parkens landskab er domineret af isolerede klippekupler med udsigt over den omkringliggende skov, og man kan finde flere hundrede år gamle træer. En overflod af sumpede områder afbryder skovdækket. Minkébé-skoven har fire hovedfloder, og der er også områder med græsarealer med elefantspor. Tilgængeligheden til parken er mange steder ekstremt begrænset, på grund af mangel på infrastruktur i parken, hvilket har bidraget til at beskytte området og lade meget af den være uberørt af menneskelig indblanding.

## Dyreliv
Skovelefanten er særlig vigtig for parken som WWF mener indeholder en af de største bestande i Afrika. Den lave skov i parken er beboet af elefanter, gorillaer og forskellige små rovdyr, pindsvin, egern, afrikanske guldkatte, leoparder, kæmpeskældyr, dykkerantiloper og penselflodsvin. Primærskoven er beboet af skabninger som mandrill, abearten sort kolobus og chimpanse. Den vestlige lavlandsgorilla, chimpansen, den sorte kolobus, mandrillen og den gyldne potto er alle opført på IUCNs rødliste.